# 盛明富
盛明富（1955年—），男，汉族，中华人民共和国记者、政治人物，中国共产党党员，曾任工人日报总编辑，中国农林水利工会全国委员会主席、分党组书记，第十一届全国政协委员。

## 生平
2008年，当选第十一届全国政协委员，代表中华全国总工会，分入第十八组。。2008年10月17日，中国工会十五大在北京开幕，大会选举他出任主席团委员。